# Пяэскюла (моторвагонное депо)
Моторвагонное депо Пяэскюла — моторвагонное депо эстонских железных дорог, принадлежащее компании Elron. 

## История
Депо открыто в 1962 году для обслуживания пригородных электропоездов, курсирующих в пригородах Таллина. До 1991 года являлось цехом депо Таллин-Копли (закрыто в 2003 году)
В 1997 году после реорганизации железнодорожной компании EVR депо отошло к компании Elektriraudtee, обслуживавшей перевозки электропоездами в пригородах Таллина.
С 1 января 2014 года компания Edelaraudtee прекратила работу на линиях внутри страны, все маршруты были переданы компании Elron (бывшей Elektriraudteee). Все поезда компании (дизельные и электропоезда) обслуживаются в депо Пяэскюла.

## Тяговые плечи
В настоящее время депо обслуживает поезда всех внутриэстонских пассажирских линий. До передачи Elron всех линий внутри страны и закупки новых поездов депо обслуживало исключительно электропоезда компании Elektriraudtee, курсировавшие по электрифицированным линиям (Таллин — Палдиски, Таллин — Аэгвийду и др.). Ранее в депо имелись и дизельные поезда Д1, но они были переданы в депо Таллин-Вяйке, где были списаны в 2008 году.

## Подвижной состав
К депо приписаны все поезда Elron: дизельные и электропоезда Stadler FLIRT (дизельные составностью 2, 3, 4 секции, электропоезда составностью 3 и 4 секции), а также электромотриса MEV-1. До закупки новых поездов депо обслуживало электропоезда ЭР2 (имелось также небольшое количество ЭР12 и ЭТ2Р).  Ранее имелись также электропоезда ЭР1 и Ср3 производства СССР и полученные после ВОВ в качестве репараций электропоезда ЭМ167.